# Pityogenes
Pityogenes är ett släkte av skalbaggar som beskrevs av Ernest Marie Louis Bedel 1888. Pityogenes ingår i familjen vivlar.

## Bildgalleri

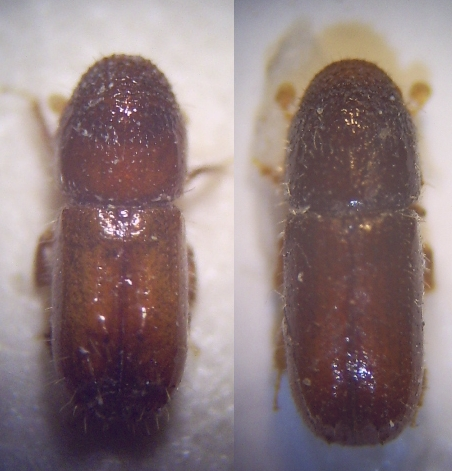
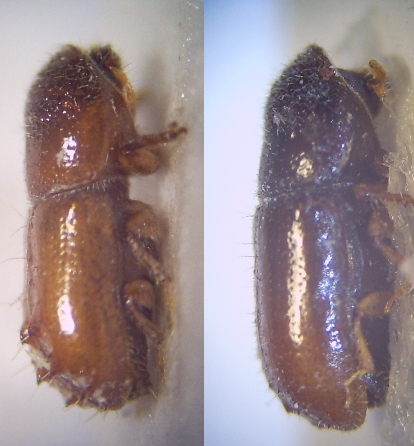
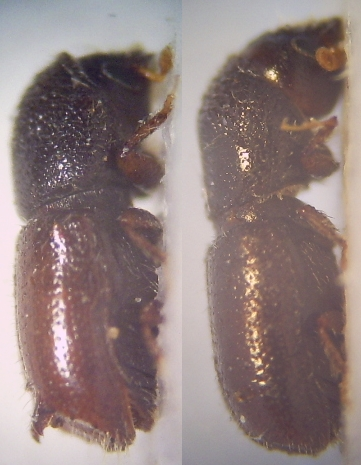
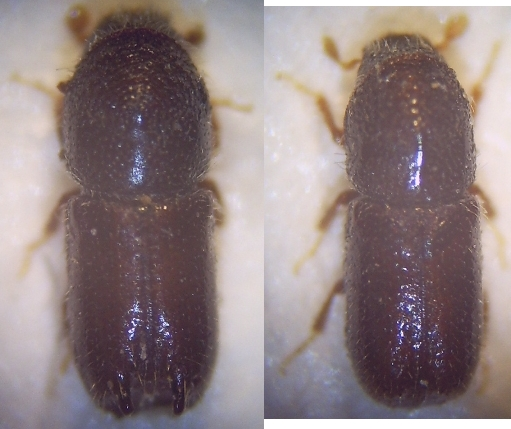
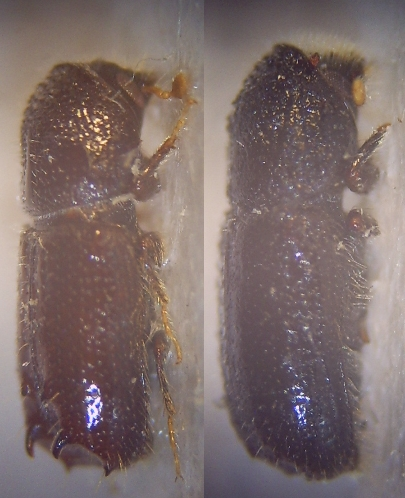
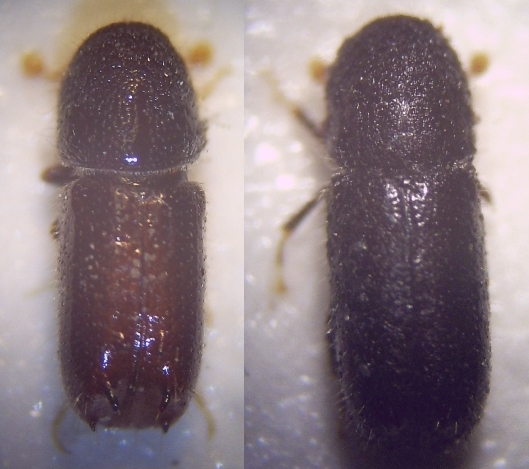

## Dottertaxa tillPityogenes, i alfabetisk ordning[1][2]
- Pityogenes aizawai
- Pityogenes albanicus
- Pityogenes baicalicus
- Pityogenes bialowiezensis
- Tvåtandad barkborre,[3] Pityogenes bidentatus
- Pityogenes bistridentatus
- Pityogenes calcaratus
- Pityogenes carinulatus
- Pityogenes carniolica
- Pityogenes chalcographus
- Pityogenes conjunctus
- Pityogenes fossifrons
- Pityogenes foveolatus
- Pityogenes herbellae
- Pityogenes hopkinsi
- Pityogenes irkutensis
- Pityogenes japonicus
- Pityogenes knechteli
- Pityogenes lecontei
- Pityogenes lepidus
- Pityogenes meridianus
- Pityogenes mexicanus
- Pityogenes monacensis
- Pityogenes niger
- Pityogenes nitidus
- Pityogenes obtusus
- Pityogenes opacifrons
- Pityogenes pennidens
- Pityogenes perfossus
- Pityogenes pilidens
- Pityogenes plagiatus
- Pityogenes porifrons
- fyrtandad barkborre,[3] Pityogenes quadridens
- Pityogenes rudnevi
- Pityogenes saalasi
- Pityogenes scitus
- Pityogenes seirindensis
- Pityogenes spessivtsevi
- Trepannerad barkborre,[3] Pityogenes trepanatus